# Michael Jendrian
Michael Jendrian (* 1970) ist ein deutscher Fernschachspieler.

## Fernschach
Bei der 28. Deutschen Jugend-Fernschachmeisterschaft, die von 1988 bis 1992 ausgetragen wurde, errang Michael Jendrian den 3. Platz.
Die ersten Normen für die Titel des Internationalen Meisters (IM) und des Verdienten Internationalen Meisters (SIM) erzielte er 2003 im Masternormturnier 29, einem Turnier der Kategorie 5, mit 7,5 Punkten aus 10 Partien. Im Masternormturnier 88, das ebenfalls die Kategorie 5 hatte, folgte 2007 die zweite IM-Norm mit 8 Punkten aus 12 Partien.
Michael Jendrian sicherte sich 2016 im Zinser Memorial, einem Turnier der Kategorie 7, mit Erreichen seiner 3. IM-Norm den Titel Internationaler Meister im Fernschach (IM).
Nach dem Gewinn eines Semifinal-Turnieres der Fernschach-WM und dem Gewinn des GM-Normenturnieres 50 wurde ihm 2017 der Titel Verdienter Internationaler Meister (SIM) verliehen.
Seine Elo-Zahl für Fernschach ist 2487 und für Standardschach 2038 (Stand: Oktober 2020).

## Nahschach
Im Nahschach hatte er eine höchste Elo-Zahl von 2084 im Juli 2002. Mannschaftsschach spielt er für den Schachverein VHS Heide in der schleswig-holsteinischen Bezirksliga West, er hat auch schon für Agon Neumünster in der Oberliga Nord gespielt. Jendrian qualifizierte sich für die Deutsche Pokal-Einzelmeisterschaft um den Dähne-Pokal 2002/03 und erreichte dort die zweite Runde.